# كريستوف شريمبف
كريستوف شريمبف (بالألمانية: Christoph Schrempf)‏ هو فيلسوف ألماني، ولد في 28 أبريل 1860 في بيزيغهايم في ألمانيا، وتوفي في 13 فبراير 1944 في شتوتغارت في ألمانيا.